# گسکونی
گسکونی (فرانسوی: Gascogne‎) که گاهی گسکون هم نامیده می‌شود، منطقه‌ای است در جنوب غربی فرانسه که جزو بخش استان‌های تاریخی فرانسه یعنی گوین و گسکونی می‌باشد، قبل از انقلاب فرانسه حدود این منطقه مبهم بود چرا که هم در بخش‌هایی از گوین و هم گسکون سهم مشترک داشت، برخی مواقع در همین دو بخش همپوشانی می‌گردید در حالی که بسیاری دیگر گسکونی را سهم گوین بشمار می‌آوردند، به‌طور کلی و مشخص در اغلب منابع ناحیه‌ای در شرق و جنوب بوردو می‌باشد.

## نگارخانه

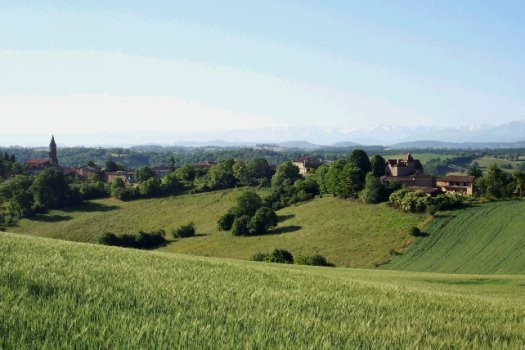
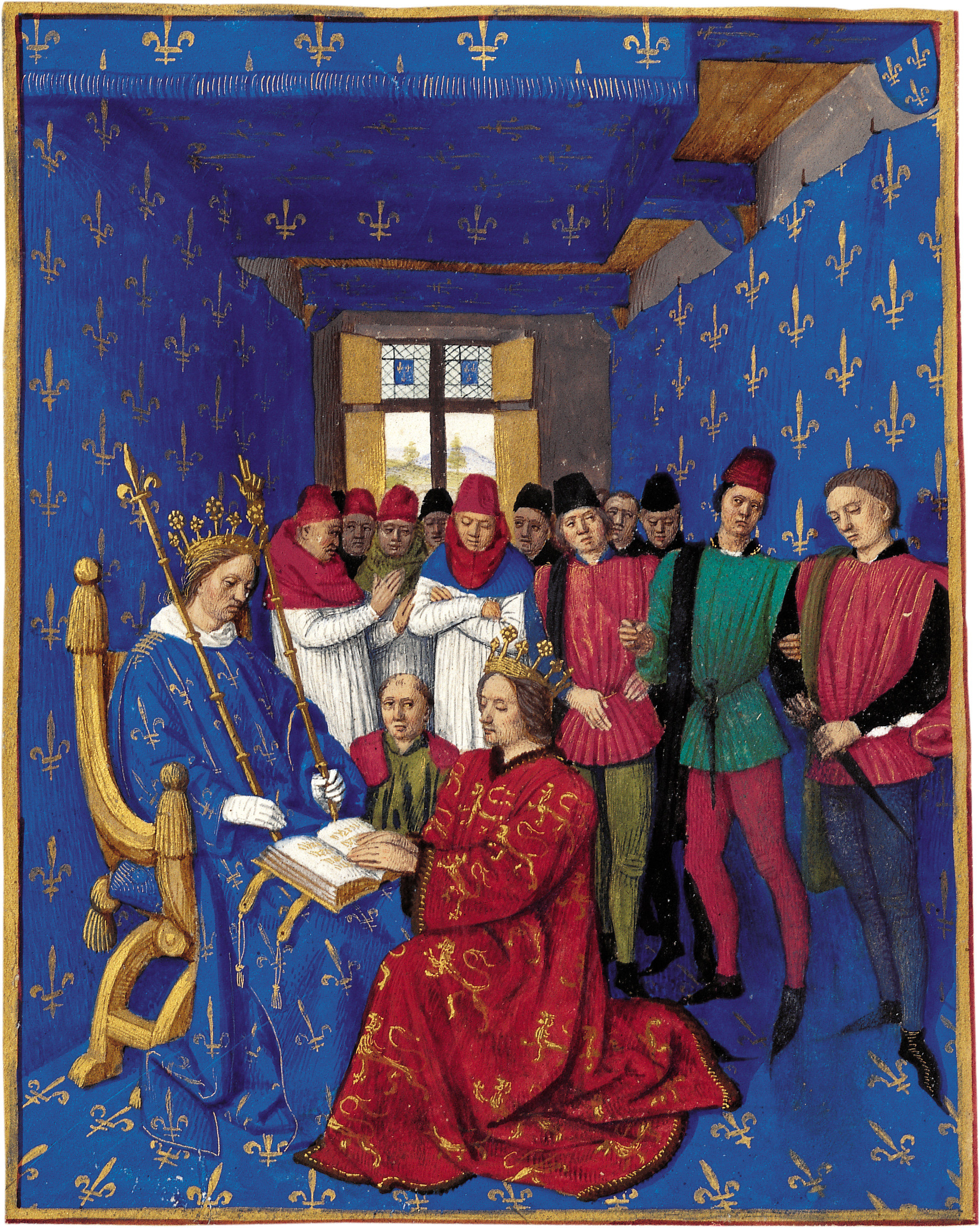
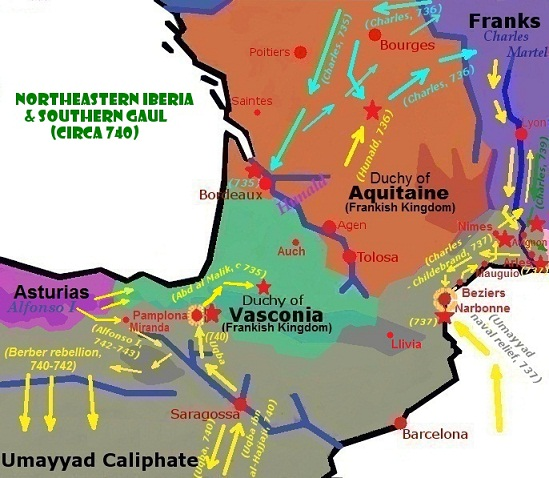

## اقتصاد
عمده فعالیت‌های اقتصادی عبارتند از:
- جنگلداری
- کشاورزی
- میوه و سبزیجات
- ماهیگیری
- گردشگری
- گاز و نفت
- مواد شیمیایی
- صنعت هوافضا
- محصولات چوبی
- متالورژی
- انرژی‌های تجدیدپذیر
- زیارتگاه کاتولیک لورد